# MusiCares Person of the Year
Il MusiCares Person of the Year è uno dei sei premi speciali dei Grammy Award. Il premio viene consegnato annualmente dal 1991 dalla National Academy of Recording Arts and Sciences per lodare gli artisti per la loro produzione artistica nel settore della musica e per la loro dedizione alla filantropia. Il nome del premio riflette quello dell'organizzazione no-profit di assistenza sanitaria chiamata MusiCares, fondata nel 1989.

## Vincitori
| Anno | Immagine | Ricevente                                                                                          | Anno nascita-Anno morte                   | Nazionalità             | Note   |
| ---- | --- | -------------------------------------------------------------------------------------------------- | ----------------------------------------- | ----------------------- | ------ |
| 1991 | A man with a mustache and shoulder-length hair wearing jeans and holding a guitar, standing behind a microphone. | David Crosby                                                                                       | 1941 - 2023                               | Stati Uniti             | [ 1 ]  |
| 1992 | A woman with red hair wearing black clothing and hoop earrings playing the guitar and singing into a microphone. The American flag appears in the background.                                                                                                 | Bonnie Raitt                                                                                       | n. 1949                                   | Stati Uniti             | [ 2 ]  |
| 1993 | A woman wearing earrings, a bracelet and a multi-colored spaghetti strapped dress, with both holds folded over a microphone. | Natalie Cole                                                                                       | 1950 - 2015                               | Stati Uniti             | [ 3 ]  |
| 1994 | The side view of a woman with her eyes closed, singing into a microphone and playing a black guitar. | Gloria Estefan                                                                                     | n. 1957                                   | Cuba Stati Uniti        | [ 4 ]  |
| 1995 | An older man holding a microphone in one hand, his arms held out, smiling and wearing a black suit with a white dress shirt. | Tony Bennett                                                                                       | 1926 - 2023                               | Stati Uniti             | [ 5 ]  |
| 1996 | An older man with a white mustache, wearing a black tie, red dress shirt, gray jacket, and a name badge that hangs from a string around his neck. | Quincy Jones                                                                                       | n. 1933                                   | Stati Uniti             | [ 6 ]  |
| 1997 | A man with a shaved head wearing black and singing into a microphone. The background contains dotted lighting on a stage. | Phil Collins                                                                                       | n. 1951                                   | Regno Unito             | [ 7 ]  |
| 1998 | A man in a dress coat and white shirt with an open mouth, which is framed by dark facial hair. | Luciano Pavarotti                                                                                  | 1935–2007                                 | Italia                  | [ 8 ]  |
| 1999 | A man smiling, wearing black sunglasses and colorful clothing, behind a microphone. | Stevie Wonder                                                                                      | n. 1950                                   | Stati Uniti             | [ 7 ]  |
| 2000 | | Elton John                                                                                         | n. 1947                                   | Regno Unito             | [ 9 ]  |
| 2001 | A man behind a microphone holding an acoustic guitar and wearing a yellow shirt and black hat. | Paul Simon                                                                                         | n. 1941                                   | Stati Uniti             | [ 10 ] |
| 2002 | A man with a goatee and his eyes closed behind a microphone on a piano, wearing a black shirt and striped jacket. | Billy Joel                                                                                         | n. 1949                                   | Stati Uniti             | [ 11 ] |
| 2003 | A man with facial hair wearing a leather jacket, a black shirt, an earring, and tinted glasses with a star along the frame. | Bono                                                                                               | n. 1960                                   | Irlanda                 | [ 12 ] |
| 2004 | A man with a v-neck, white t-shirt wearing a necklace and bracelet standing behind a microphone, holding a guitar. | Sting                                                                                              | n. 1951                                   | Regno Unito             | [ 13 ] |
| 2005 | | Brian Wilson                                                                                       | n. 1942                                   | Stati Uniti             | [ 14 ] |
| 2006 | A man behind a microphone holding an acoustic guitar, sitting on a stool in the center of a stage, with a light shining down from above. To his sides are an electric guitar on a stand, a side table with a laptop, a bottle, and some additional equipment. | James Taylor                                                                                       | n. 1948                                   | Stati Uniti             | [ 15 ] |
| 2007 | A man wearing a black tie and white dress shirt with an electric guitar hanging from a strap around his neck. His left arm is raised, with his index finger pointed upwards. In the background is a drum set.                                                 | Don Henley                                                                                         | n. 1947                                   | Stati Uniti             | [ 16 ] |
| 2008 | A woman her mouth open, holding a microphone. She is wearing a gray hat with a large bow, gray gloves, and a gray jacket. In the background is a crowd of people.                                                                                             | Aretha Franklin                                                                                    | 1942- 2018                                | Stati Uniti             | [ 17 ] |
| 2009 | A man behind a microphone holding a black guitar, wearing a black dress shirt with embellishments. | Neil Diamond                                                                                       | n. 1941                                   | Stati Uniti             | [ 18 ] |
| 2010 | Black and white image of an older man with sideburns wearing a white dress shirt with his sleeves rolled up, holding a guitar. | Neil Young                                                                                         | n. 1945                                   | Canada                  | [ 19 ] |
| 2011 | A woman with blond hair, wearing a white dress and jeweled necklace. | Barbra Streisand                                                                                   | n. 1942                                   | Stati Uniti             | [ 20 ] |
| 2012 | Paul McCartney Performs in Dublin. | Paul McCartney                                                                                     | n. 1942                                   | Regno Unito             | [ 21 ] |
| 2013 | Bruce Springsteen Performs in Spain. | Bruce Springsteen                                                                                  | n. 1949                                   | Stati Uniti             | [ 22 ] |
| 2014 | Carole King. | Carole King                                                                                        | n. 1942                                   | Stati Uniti             | [ 23 ] |
| 2015 | Carole King. | Bob Dylan                                                                                          | n. 1941                                   | Stati Uniti             | [ 24 ] |
| 2016 | Carole King. | Lionel Richie                                                                                      | n. 1949                                   | Stati Uniti             | [ 25 ] |
| 2017 | Carole King. | Tom Petty                                                                                          | 1950 - 2017                               | Stati Uniti             | [ 26 ] |
| 2018 | Carole King. | Fleetwood Mac: - Mick Fleetwood - John McVie - Christine McVie - Lindsey Buckingham - Stevie Nicks | n. 1947 n. 1945 1943–2022 n. 1949 n. 1948 | Stati Uniti Regno Unito | [ 27 ] |
| 2019 | Carole King. | Dolly Parton                                                                                       | n. 1946                                   | Stati Uniti             | [ 28 ] |
| 2020 | Carole King. | Aerosmith: - Joe Perry - Steven Tyler - Tom Hamilton - Joey Kramer - Brad Whitford                 | n. 1950 n. 1948 n. 1951 n. 1950 n. 1952   | Stati Uniti             | [ 29 ] |
| 2021 | Premio non assegnato | Premio non assegnato                                                                               | Premio non assegnato                      | Premio non assegnato    | [ 30 ] |
| 2022 | Carole King. | Joni Mitchell                                                                                      | n.1943                                    | Canada                  | [ 31 ] |
| 2023 | Carole King. · Carole King. | Berry Gordy & Smokey Robinson                                                                      | n. 1929 n. 1940                           | Stati Uniti             | [ 32 ] |
| 2024 | Carole King. | Jon Bon Jovi                                                                                       | n.1962                                    | Stati Uniti             | [ 33 ] |